# 高橋はるみ
高橋 はるみ（たかはし はるみ、1954年〈昭和29年〉1月6日 - ）は、日本の政治家、通商・経産官僚。自由民主党の参議院議員（2期）、自由民主党政務調査会環境部会長。
北海道知事、予算委員会委員、経済産業委員会委員、沖縄及び北方問題に関する特別委員会委員、自由民主党女性局長、自由民主党国会対策委員会委員、文部科学大臣政務官兼復興大臣政務官兼内閣府大臣政務官を歴任した。

## 来歴

### 生い立ち
富山県富山市出身。祖父は富山県知事を2期8年務めた高辻武邦。父は日本海ガス社長・インテック創業者の新田嗣治朗。弟は富山県知事で日本海ガス元社長・日本青年会議所元会頭の新田八朗。夫は札幌市出身で元米州開発銀行理事の高橋毅。
富山大学教育学部附属中学校、富山県立富山中部高等学校を経て、1976年、一橋大学経済学部卒業。在学中、国家上級甲種経済職試験に合格する。一橋大学ではマクロ経済学専門の荒憲治郎教授のゼミナールに所属するとともに、アイセック<国際商事経済学生協会>（学生国際交流会）で活動した。

### 北海道知事へ

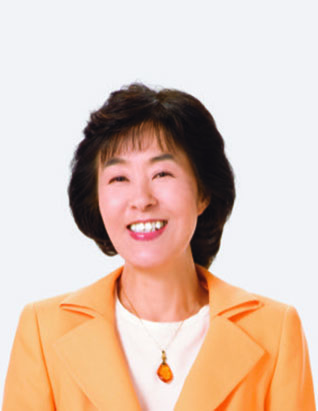
文部科学大臣政務官兼復興大臣政務官兼内閣府大臣政務官の就任に際して公開された肖像写真

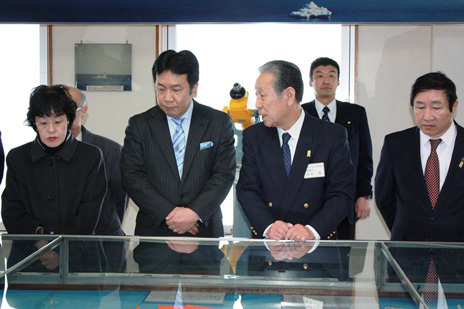
2010年2月20日、枝野幸男（当時沖縄・北方対策担当大臣）らと

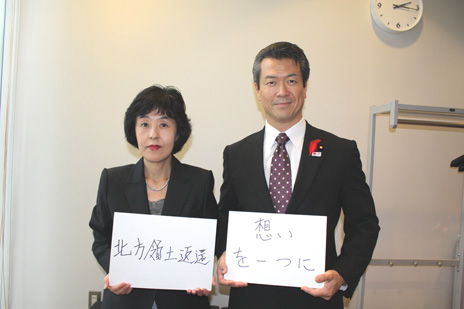
2010年10月4日、馬淵澄夫（当時沖縄・北方対策担当大臣）と

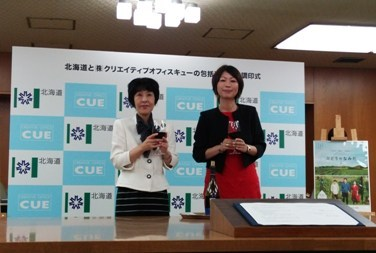
2011年8月1日、伊藤亜由美（当時CREATIVE OFFICE CUE社長、右）と

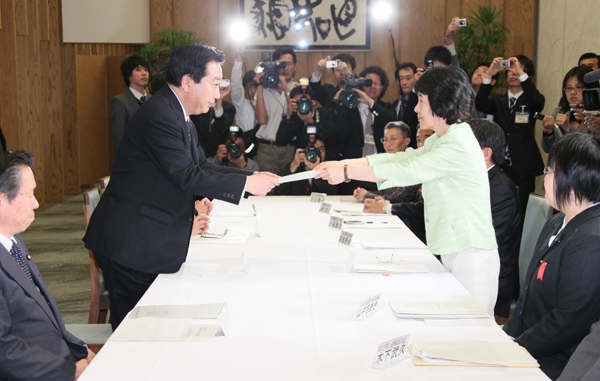
2011年11月21日、野田佳彦（当時内閣総理大臣）らと

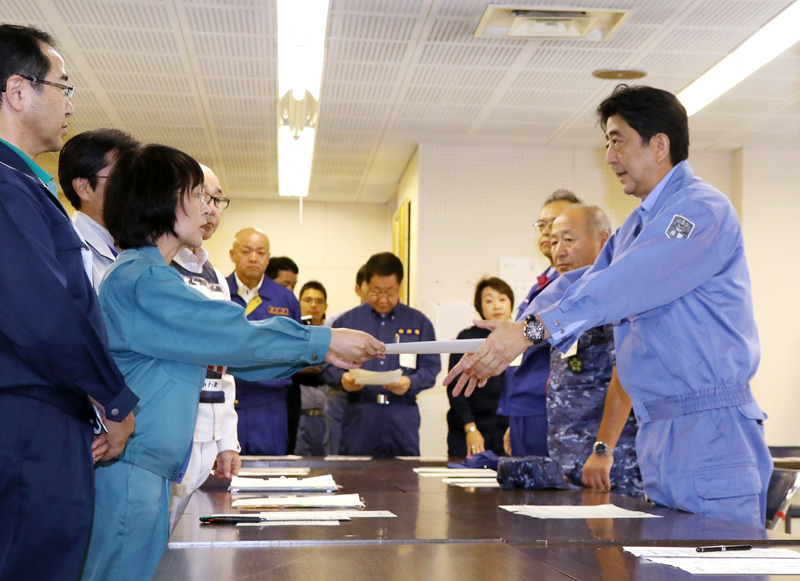
2018年9月9日、安倍晋三（当時内閣総理大臣）らと

1976年、大学を卒業し、通商産業省（現：経済産業省）に入省する。入省同期に岡田克也、岡田秀一（経済産業審議官）、長谷川榮一、伊沢正（日中経済協会理事長）など。1985年には大西洋国際問題研究所（在パリ）研究員に。中小企業庁長官官房調査課長、通商産業省貿易局輸入課長等を経る。2001年から2002年に経済産業省北海道経済産業局長。2002年から2003年に経済産業研修所長を務め、2003年に退官。
通産省での先輩にあたる町村信孝の誘いで、2003年4月の北海道知事選挙に自由民主党・保守新党の推薦と公明党の支持を受けて立候補。民主党・自由党・社民党が推薦した鉢呂吉雄や完全無所属の伊東秀子を破り当選、6人目（第15代）の北海道知事に就任したと同時に、大阪府の太田房江、熊本県の潮谷義子、千葉県の堂本暁子に次いで史上4人目の日本の女性知事となった。
2004年11月に胃がん手術の為入院。
2006年11月28日に再選を目指し立候補することを表明。2007年4月8日の北海道知事選挙（第16回統一地方選挙）では自民党・公明党の推薦を受けて立候補し、民主党・社民党・新党大地が推薦した荒井聰を大差で破り再選。2011年4月10日の北海道知事選挙（第17回統一地方選挙）で民主党などが推薦する木村俊昭を破り3選。
2014年12月27日、翌2015年4月の第18回統一地方選挙にて行われる予定の北海道知事選挙に立候補することを表明。自民党北海道連と公明党北海道本部から推薦を受け、道政初、女性知事としても史上初となる4選を果たした。この選挙では獲得した得票は149万票と前回2011年の3選時において得た184万票よりも大幅に減らした他、敗れたフリーキャスターの佐藤のりゆき（民主党・市民ネットワーク北海道支持）も高橋と争った候補の中では初めて100万票を超えて善戦するなど、やや厳しい結果となった。

### 国会議員として
2018年12月15日、翌2019年4月7日の第19回統一地方選挙にて行われる予定の北海道知事選挙に立候補せず、来夏の参院選北海道選挙区に出馬すると表明した。12月18日付で自由民主党に入党した。
2019年4月22日、北海道知事を任期満了に伴い退任。
2019年4月23日、北海商科大学大学院商学研究科客員教授に就任。
2019年7月21日、第25回参議院議員通常選挙に当選。翌8月1日には清和政策研究会への入会が認められた。
2021年10月、第1次岸田内閣にて文部科学大臣政務官、内閣府大臣政務官、復興大臣政務官に就任。
2023年9月、第96代自由民主党女性局長に就任した。
2024年3月31日、北海商科大学大学院商学研究科客員教授を定年退任。
2024年7月25日、翌年7月の参院選の北海道選挙区公認候補として擁立することが自民党から発表された。
同年9月27日に行われた自民党総裁選挙では、新型コロナウイルス感染のため出席できず、投票を棄権した。
2025年7月20日の第27回参議院議員通常選挙において、北海道選挙区のトップで再選された。

## 政策・主張[23]

### 北海道知事時代

#### 北海道米の普及拡大
知事就任後高橋は、北海道米の普及拡大を目指す「米チェン！」運動を推進。北海道産米の消費拡大をめざしたテレビCM「選んで、米チェン！新米キャンペーン」を、道内民放5局で放映、高橋自ら出演し訴えた。2005年には、北海道出身の俳優である大泉洋と共演した。2008年に採用されたゆめぴりかのPRにおいては国内だけでなく2016年には初めて「ゆめぴりか」の精米を中国へ約12トン輸出し、PR活動を実施した。2018年には北海道産ゆめぴりか等36トンを10月に小樽港から中国大連港へ輸出する等、輸出量は増加している。

#### 2008年洞爺湖サミットの誘致
2008年の主要国首脳会議（サミット・G8）を北海道虻田郡洞爺湖町へ誘致にすることに成功した。

#### 観光産業政策
選挙公約では「観光に強い北海道」を訴え様々な観光産業振興を提案していたが、リーマン・ショックの影響から、ホテルパコの運営会社の民事再生など、思うような政策を打ち出すことが出来なかったが、退任までの間に、10倍以上の外国人観光客の誘致に成功。一定の成果を出している。

#### 支庁再編
2008年6月27日の道議会において「北海道総合振興局設置条例」を可決採択。これにより現行の道内の14支庁を廃止し9箇所の総合振興局と5箇所の地域振興局を設置する事となった。
しかし、振興局に降格される支庁の町村など、地方の反発が大きいなどの理由により、与党が再編実施に必要な公職選挙法の改正は見送ったため、2009年4月実施が不可能となり、一時の間凍結されることになったが、2010年4月に実施されることとなった。
| 旧支庁名 | 条例施行後           | 局所配置 | 総合振興局           |
| -------- | -------------------- | -------- | -------------------- |
| 空知支庁 | 空知総合振興局       | 岩見沢市 | 道央総合振興局       |
| 石狩支庁 | 石狩振興局           | 札幌市   | 道央総合振興局       |
| 後志支庁 | 後志総合振興局       | 倶知安町 | 後志総合振興局       |
| 胆振支庁 | 胆振総合振興局       | 室蘭市   | 日胆総合振興局       |
| 日高支庁 | 日高振興局           | 浦河町   | 日胆総合振興局       |
| 渡島支庁 | 渡島総合振興局       | 函館市   | 道南総合振興局       |
| 檜山支庁 | 檜山振興局           | 江差町   | 道南総合振興局       |
| 上川支庁 | 上川総合振興局       | 旭川市   | 道北総合振興局       |
| 留萌支庁 | 留萌振興局           | 留萌市   | 道北総合振興局       |
| 宗谷支庁 | 宗谷総合振興局       | 稚内市   | 宗谷総合振興局       |
| 網走支庁 | オホーツク総合振興局 | 網走市   | オホーツク総合振興局 |
| 十勝支庁 | 十勝総合振興局       | 帯広市   | 十勝総合振興局       |
| 釧路支庁 | 釧路総合振興局       | 釧路市   | 道東総合振興局       |
| 根室支庁 | 根室振興局           | 根室市   | 道東総合振興局       |

#### その他北海道知事として
原子力政策
2009年3月に北海道知事として泊原子力発電所（泊原発）3号機でのプルサーマル発電を事前了解した。また2011年8月17日には、調整運転を続けていた泊原発3号機の営業運転への移行を容認している。
夕張市破綻問題

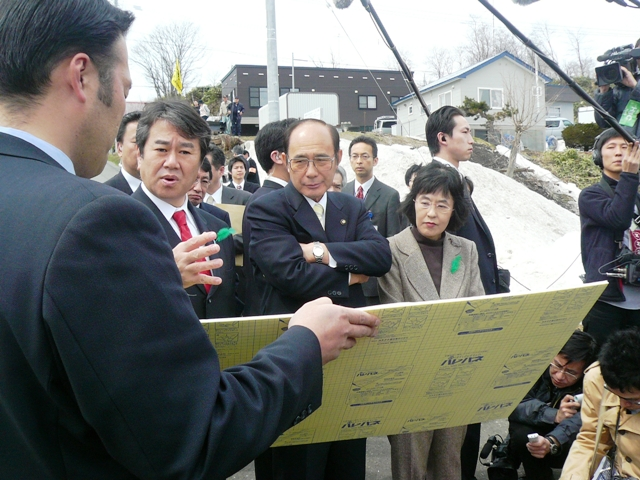
2010年4月17日、原口一博（当時総務大臣）、藤倉肇（当時夕張市長）らと

道は財政再建団体へ転落した夕張市に対し、市が約20年間の再建期間中に返済する赤字額360億円の融資を決定。赤字額は金融機関からの一時借入金で補われており、夕張市は道からの融資で一括返済する。
道警裏金問題への対応
2003年11月23日、北海道警察旭川中央署の捜査報償費の不正流用疑惑（北海道警裏金事件）がマスコミ報道で浮上した。また、元・道警職員が2005年7月に道監査の対象となった四費目以外でも裏金があったことをうかがわせる「裏帳簿」を道に提出していた問題で、高橋は2005年8月5日の記者会見で「資料は十五年前のものであり、公的文書で確認することは不可能だ」と述べ、再調査を行わない考えを示した。知事は元・道警職員が資料提出したことについて「私的流用があるというのは口頭の話であって、裏付ける証拠はお持ちでなかった。書類が残っている期間でないと何もできない」と述べるなど、法的に追及出来ない事から改めて裏金調査に消極的な姿勢を示した。この知事の消極的姿勢に対して、道警裏金問題を追及していた市川守弘弁護士は「裏付け資料の有る無しにかかわらず、疑わしきものがある以上、知事は再調査をすべきだ」と厳しい批判を行っている。
財政運営
2007年から2年間、北海道職員の給料を時限的に10%削減した。これは職員組合の間では2年限りの申し合わせ事項であったが、財政状況に改善が見られないこと等により、2007年11月5日に、2008年度からも4年間全職員の給料を一律9%カットする方針を表明したが、対抗勢力の圧力により反故とされている。一方で、危うい道財政の状況で、一回目の任期満了後に多額の退職金を受け取っており、非難の対象となっている。新党大地の鈴木宗男は「任期が終わると退職金を持って北海道から去る人」と厳しく批判している。なお、北海道新聞の調査によると道知事の退職金は3576万9600円となっている。
公共事業
全国市民オンブズマン連絡会議による2005年度の道が発注する公共事業の平均落札率（入札予定価格に対する落札額の比率）は94.7%（2003年は97%、2004年は96.7%） で宮崎県、熊本県に次いで全国ワースト3位の位置付けとなっている。また、同調査での談合疑惑度を示す落札率分布（2005年）では、"落札率95%以上"の割合がワースト2位の鹿児島県の76.3%を大幅に上回り、84.3%で北海道がワースト1位となっている。
このように、就任以前から少なくとも何らかの形で政治的に建設業界との間に非常に密接な関わりがあるとの批判があった。
受動喫煙問題
2011年に行われた飲食店における喫煙環境のあるべき姿についてのアンケートにおいて、「飲食店は、営業形態や規模が多種多様であり、利用者のニーズも様々であることから、これらを勘案して適切な受動喫煙防止対策を進めるべき」と回答している。

### 国会議員として

#### デジタル経営改革の推進
2019年、経済産業委員会で「大企業を含め8割もの企業に老朽化あるいは陳腐化したITシステムが存在をし、このまま放置すれば、大変なコスト増となる」と指摘。「システム刷新のための投資額は大変大きく、経営者の判断を促すための後押しが必要」の見解を述べた。また、高橋は中小企業にも支援措置が必要とし、「資金面・税制面ばかりではなく、制度的な後押しも必要」と述べた。さらに「日本企業のデジタル経営改革を進めることが日本国全体の競争強化にも繋がっているわけでありますから、このことをしっかりと進めていかなければならないと思います」と話している。地方におけるデジタル技術の導入に関して高橋は、知事経験を踏まえ「地方創生という観点からも大いに期待する」と強調した。「付加価値の高い産品作りを模索しなければ、地域間競争に勝ち残れない」とIT導入による生産性の向上の必要性を訴えた。

#### 北海道のインフラ整備
水道事業の各自治体連携
2019年11月、経済産業委員会にて「私が住む北海道においても、人口減少の中で水道施設も老朽化がすすんでおりまして、単一自治体による水道事業の運営は限界にきている。にもかかわらず、それぞれの基礎自治体がそれぞれのシステムを有しているがゆえに、なかなか広域連携が進まない」と語り、アーキテクチャー設計の可能性として北海道の水道事業各自治体の連携に活用出来れば、と述べている。
電力融通強化
2020年、インタビューにて北海道胆振東部地震のブラックアウトは二度とあってはならないと述べ、過疎な地域にも送電網を張り巡らさなければ再びブラックアウトに陥る可能性も出てくると指摘。解決策として北海道と本州の電力融通の強化を提案した。
高橋は、「いまは"北本連系"が極めて脆弱で、例えば、四国は4県の人口を合算しても北海道より少なく、電力の需要も少ないにもかかわらず、本州と四国の送電の方が"太い"わけです。本来であれば北海道との送電線を太くしなければならないわけですが、そういった案件は自治体の立場では対応しきれない部分がありますので、国会議員の立場になった今、しっかりと現状を把握し、経済産業委員のひとりとして地域の声を拾い上げ、代弁していきたい」と語る。
新幹線の札幌延伸早期実現
「札幌市が誘致を目指す2030年2月の冬季五輪・パラリンピックで、選手や観客の重要な輸送手段となります。観光立国を目指す北海道にとっても実現を目指すプロジェクトです」と語り、「地元だけに負担が押し付けられることは避けなければなりませんが、国も理由なく北海道だけを優遇できません。早期の札幌延伸の意義をあらためて国や国民にPRします。予算確保には政治の判断が関わります。知事を経験して事情を把握している立場として、北海道の議員が一つにまとまる結節点となり、国に働きかけていきます」と語る。

### その他主張
消費税
- 2019年10月に予定されている消費税の10%への引き上げについて「法律に従い、引き上げるべきだ」と回答している[41]。
- 「消費税0%の検討」を掲げた『国民を守るための「真水100兆円」令和2年度第2次補正予算に向けた提言』の賛同者に名を連ねている[42]。

人権問題
- 選択的夫婦別姓導入に「どちらかと言えば賛成」としている[43]。
- 同性婚について「どちらとも言えない」としている[43]。
- 治安維持のためプライバシーや個人の権利の制約は当然と思うかとの設問に対し「どちらかと言えば賛成」と回答[43]。

憲法問題
- 憲法改正に賛成[43]。
- 自衛隊の保持、緊急事態条項が明文化されることを望む[43]。

## 人物・エピソード
- 大阪府の太田房江（2000年-2008年まで在職）、熊本県の潮谷義子（2000年-2008年まで在職）、千葉県の堂本暁子（2001年から2009年まで在職）に続く全国4人目の女性知事である。5人目は滋賀県の嘉田由紀子、6人目は山形県の吉村美栄子、7人目は東京都の小池百合子。
- 札幌テレビ放送のローカル番組『知事です!知ってナットク北海道』（2003年10月から2004年3月、2004年10月から2005年3月の月1回、2005年7月から2006年2月26日、日曜日3:55-4:25 JST）にレギュラー出演していた。
- 2015年9月30日に公開された政治倫理の確立のための北海道知事の資産等の公開に関する条例に基づく資産等報告書によれば東京都中野区に課税標準額(持分1/2)で約323万円の土地と約1469万円の建物を所有している[44]。
- 大学の卒業同期に北海道運輸交通審議会会長等を務めた石井吉春北大名誉教授がいる。

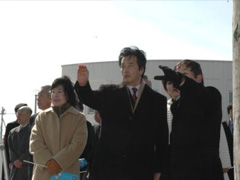
2010年3月7日、岡田克也（当時外務大臣で通商産業省の同期）らと

- 通商産業省の同期である岡田克也からは「はるみちゃん」と呼ばれている[45]。

## 不祥事

### 選挙運動費用収支報告書への虚偽記載
2020年、2019年の参議院選挙で、高橋の陣営がウグイス嬢の運動員に公職選挙法の規定を超える報酬を支払っていた疑いがあり、同選挙の選挙運動費用収支報告書に虚偽記載があることが週刊新潮により、報じられた。
高橋は、支給報酬額に違法性はなかったとした上で、選挙運動費用収支報告書の記載の誤りがあったことを認め、修正した。選挙期間外の報酬や運動員の制服洗濯代を含めて記載したほか、運動日数、報酬単価の誤りがあったとしている。

### 自粛要請中に会食
2021年4月16日夜、富山市内の料理店で実弟の新田八朗富山県知事や、森雅志富山市長（当時）らと最多6人で飲酒を伴う会食をしていた。4月14日に富山県が独自の新型コロナウイルス感染拡大警報「富山アラート」を発令し、5人以上での飲食を自粛するよう県民に求めた2日後のことだった。

### 政治資金パーティー収入を不記載
自民党の政治資金パーティー収入の裏金問題を巡り、2024年1月19日、清和政策研究会（安倍派）のパーティー券の販売について、高橋は2020年に販売ノルマを超えた額のキックバックを受けたものの、政治資金収支報告書に記載していなかったことを公表した。一方で、再発防止策などを検討するため、党が設置した政治刷新本部のメンバーは続ける意向を示した。24日、不記載額は22万円であることが報じられた。
2月1日、高橋が代表を務める政治団体「北海道を愛するみんなの会」は、2020年の政治資金収支報告書を訂正し、派閥側からの寄付22万円を収入として記載した。高橋はキックバック分は、翌年の派閥のパーティー券の購入などに使用したとしている。

## 支援団体
- 北海道を愛するみんなの会[57]
- 全国たばこ販売政治連盟[58]

他多数

## 所属団体・議員連盟
- 自民党たばこ議員連盟[60]
- 神道政治連盟国会議員懇談会[61]
- スポーツ議員連盟[62]
- 清和政策研究会[16]

## 選挙歴
| 当落 | 選挙                     | 執行日         | 年齢 | 選挙区       | 政党       | 得票数      | 得票率 | 定数 | 得票順位 /候補者数 | 政党内比例順位 /政党当選者数 |
| ---- | ------------------------ | -------------- | ---- | ------------ | ---------- | ----------- | ------ | ---- | ------------------ | ---------------------------- |
| 当   | 2003年北海道知事選挙     | 2003年4月13日  | 49   | ーー         | 無所属     | 79万8317票  | 29.29% | 1    | 1/9                | /                            |
| 当   | 2007年北海道知事選挙     | 2007年4月8日   | 53   | ーー         | 無所属     | 173万8569票 | 59.8%  | 1    | 1/3                | /                            |
| 当   | 2011年北海道知事選挙     | 2011年4月10日  | 57   | ーー         | 無所属     | 184万8504票 | 69.44% | 1    | 1/4                | /                            |
| 当   | 2015年北海道知事選挙     | 2015年4月12日  | 61   | ーー         | 無所属     | 149万6915票 | 56.6%  | 1    | 1/2                | /                            |
| 当   | 第25回参議院議員通常選挙 | 2019年07月21日 | 65   | 北海道選挙区 | 自由民主党 | 82万8220票  | 34.36% | 3    | 1/9                | /                            |
| 当   | 第27回参議院議員通常選挙 | 2025年07月20日 | 71   | 北海道選挙区 | 自由民主党 | 54万6118票  | 21.5%  | 3    | 1/12               | /                            |